# Castell vell de Salses
El Castell vell de Salses, o El Castellvell, és el castell primigeni de la vila de Salses, a la comarca nord-catalana del Rosselló.
Està situat a ponent de la vila, en una important cruïlla de camins antics: el de Salses a Baixàs i el de Ribesaltes a Òpol. És dalt d'un pla encimbellat damunt d'un turó allargassat.
El primer document que en fa menció és de 1047, any en què pertanyia als comtes del Rosselló. Però, Alfons el Cast, que havia heretat el comtat de Rosselló i, per tant, el castell de Salses, va encarregar a l'abat de La Grassa la fundació, al lloc de l'antiga vila de Salses, d'un poble nou al qual concediria privilegis i franquícies. En aquesta fundació, es degué abandonar el castell vell, massa allunyat del nou emplaçament escollit per al poble refundat, i es posaren les bases del nou Castell Reial, situat a prop i al nord-oest de la nova vila de Salses. Aquest castell fou la casa pairal dels Salses, i servia bàsicament per al control dels accessos a Catalunya des del nord per la vall de la Coma Francesa.
Ja a mitjan segle xii rep l'apel·latiu de castrum vetulum (1159). Al segle xiii és en mans dels Toache, els quals el van vendre a Arnau Batlle, jurista de Peralada que fou jutge de Perpinyà i conseller de Jaume II de Mallorca. Els Batlle en foren senyors fins al segle xv.
El castell, dalt del turó de forma ovalada, oscil·la entre els 10 i els 40 metres d'amplada per una longitud d'uns 60. El recinte en si és trapezoïdal, i al nord té una torre quadrangular, inclosa en el recinte, i les restes de l'ermita de Santa Tecla del Castell Vell. Els fragments de muralles que es conserven assoleixen en alguns punts els 4 o 5 metres d'alçada, amb un gruix d'un metre a la base. L'aparell és rústic, de carreus poc desbastats units amb morter de calç. En alguns trams presenta fragments en opus spicatum. Conserva també una cisterna i altres restes de construccions. Tot i que en la major part és obra romànica, del segle xii, algunes de les construccions en ruïnes semblen molt anteriors, tal vegada romanes. Caldria una campanya arqueològica per tal de verificar-ho.